# Юрківщина
Юркі́вщина — село в Україні, у Борзнянській міській громаді Ніжинського району Чернігівської області. До 2020 орган місцевого самоврядування — Ядутинська сільська рада. 
Біля села розташований ботанічний заказник «Юрківщина».

## Історія
12 червня 2020 року, відповідно до розпорядження Кабінету Міністрів України № 730-р «Про визначення адміністративних центрів та затвердження територій територіальних громад Чернігівської області», село увійшло до складу Борзнянської міської громади.
19 липня 2020 року, в результаті адміністративно-територіальної реформи та ліквідації Борзнянського району, увійшло до складу Ніжинського району Чернігівської області.